# Liste der olympischen Medaillengewinner aus Deutschland/W
- Wachtel, Christine
Olympische Sommerspiele 1988, (GDR): Silbermedaille, Leichtathletik „800 Meter Frauen“
- Wachs, Otto
Olympische Sommerspiele 1936, (GER): Bronzemedaille, Segeln „8-Meter-R-Klasse“
- Wagner, Adolf
Olympische Sommerspiele 1936, (GER): Bronzemedaille, Gewichtheben „Mittelgewicht Männer“
- Wagner, Anna-Maria
Olympische Sommerspiele 2020, (GER): Bronzemedaille, Judo „Halbschwergewicht Frauen“
Olympische Sommerspiele 2020, (GER): Bronzemedaille, Judo „Mannschaft Mixed“
- Wagner, Katrin
Olympische Sommerspiele 2000, (GER): Goldmedaille, Kanurennsport „K4 500 Meter Frauen“
Olympische Sommerspiele 2000, (GER): Goldmedaille, Kanurennsport „K2 500 Meter Frauen“
Olympische Sommerspiele 2004, (GER): Goldmedaille, Kanurennsport „K4 500 Meter Frauen“
Olympische Sommerspiele 2008, (GER): Goldmedaille, Kanurennsport „K4 500 Meter Frauen“
Olympische Sommerspiele 2008, (GER): Bronzemedaille, Kanurennsport „K1 500 Meter Frauen“
Olympische Sommerspiele 2012, (GER): Silbermedaille, Kanurennsport „K4 500 Meter Frauen“
- Wagner, Klaus
Olympische Sommerspiele 1952, (GER): Silbermedaille, Vielseitigkeitsreiten „Mannschaft“
Olympische Sommerspiele 1956, (EAU): Silbermedaille, Vielseitigkeitsreiten „Mannschaft“
- Wagner, Udo
Olympische Sommerspiele 1992, (GER): Goldmedaille, Fechten „Degen Florett Mannschaft Männer“
- Wagner-Stange, Ute
Olympische Sommerspiele 1988, (GDR): Goldmedaille, Rudern „Achter Frauen“
Olympische Sommerspiele 1992, (GER): Bronzemedaille, Rudern „Achter Frauen“
- Wahl, Frank-Michael
Olympische Sommerspiele 1980, (GDR): Goldmedaille, Handball „Männer“
- Wahl, Richard
Olympische Sommerspiele 1936, (GER): Bronzemedaille, Fechten „Säbel Mannschaft Männer“
- Walde, Hans-Joachim
Olympische Sommerspiele 1964, (EAU): Bronzemedaille, Leichtathletik „Zehnkampf Männer“
Olympische Sommerspiele 1968, (FRG): Silbermedaille, Leichtathletik „Zehnkampf Männer“
- Waleska, Peggy
Olympische Sommerspiele 2004, (GER): Silbermedaille, Rudern „Doppelzweier Frauen“
- Walkenhorst, Kira
Olympische Sommerspiele 2016, (GER): Goldmedaille, Beachvolleyball „Frauen“
- Wallbrecht, Hans-Jürgen
Olympische Sommerspiele 1964, (EAU): Silbermedaille, Rudern „Achter Männer“
- Walter, Annika
Olympische Sommerspiele 1996, (GER): Silbermedaille, Wasserspringen „Turm Frauen“
- Walter, Fritz
Olympische Sommerspiele 1988, (FRG): Bronzemedaille, Fußball „Männer“
- Walter, Louisa
Olympische Sommerspiele 2004, (GER): Goldmedaille, Feldhockey „Frauen“
- Walter, Manfred
Olympische Sommerspiele 1964, (EAU): Bronzemedaille, Fußball „Männer“
- Walter-Martin, Steffi
Olympische Winterspiele 1984, (GDR): Goldmedaille, Rodeln „Einsitzer Frauen“
Olympische Winterspiele 1988, (GDR): Goldmedaille, Rodeln „Einsitzer Frauen“
- Walther, Martina
Olympische Sommerspiele 1988, (GDR): Goldmedaille, Rudern „Vierer mit Steuerfrau“
- Walther, Nico
Olympische Winterspiele 2018, (GER): Silbermedaille, Bobsport „Viererbob Männer“
- Walz, Gottlob
Olympische Sommerspiele 1908, (GER): Bronzemedaille, Wasserspringen „Kunstspringen 1- und 3-Meter-Brett Männer“
- Walzer, Andreas
Olympische Sommerspiele 1992, (GER): Goldmedaille, Radsport „4000-Meter-Mannschaftsverfolgung Männer“
- Wandres, Frederic
Olympische Sommerspiele 2024, (GER): Goldmedaille, Dressurreiten „Mannschaft“
- Wandtke, Igor
Olympische Sommerspiele 2020, (GER): Bronzemedaille, Judo „Mannschaft Mixed“
- Wank, Andreas
Olympische Winterspiele 2010, (GER): Silbermedaille, Skispringen „Springen Mannschaft“
Olympische Winterspiele 2014, (GER): Goldmedaille, Skispringen „Springen Mannschaft“
- Warnecke, Mark
Olympische Sommerspiele 1996, (GER): Bronzemedaille, Schwimmen „100 Meter Brust“
- Warnholtz, Rudolf
Olympische Sommerspiele 1936, (GER): Silbermedaille, Feldhockey „Männer“
- Warnicke, Heike
Olympische Winterspiele 1992, (GER): Silbermedaille, Eisschnelllauf „3000 Meter“
Olympische Winterspiele 1992, (GER): Silbermedaille, Eisschnelllauf „5000 Meter“
- Wartenberg, Christiane
Olympische Sommerspiele 1980, (GDR): Silbermedaille, Leichtathletik „1500 Meter Frauen“
- Wartenberg, Frank
Olympische Sommerspiele 1976, (GDR): Bronzemedaille, Leichtathletik „Weitsprung Männer“
- Wasmeier, Markus
Olympische Winterspiele 1994, (GER): Goldmedaille, Ski alpin „Super-G Männer“
Olympische Winterspiele 1994, (GER): Goldmedaille, Ski alpin „Riesenslalom Männer“
- Waßmuth, Conny
Olympische Sommerspiele 2008, (GER): Goldmedaille, Kanurennsport „K4 500 Meter Frauen“
- Wätzlich, Siegmar
Olympische Sommerspiele 1972, (GDR): Bronzemedaille, Fußball „Männer“
- Weber, Alexander
Olympische Sommerspiele 2000, (GER): Bronzemedaille, Fechten „Säbel Mannschaft Männer“
- Weber, Christiane
Olympische Sommerspiele 1984, (FRG): Goldmedaille, Fechten „Florett Mannschaft Frauen“
- Weber, Franziska
Olympische Sommerspiele 2012, (GER): Silbermedaille, Kanurennsport „K4 500 Meter Frauen“
Olympische Sommerspiele 2012, (GER): Goldmedaille, Kanurennsport „K2 500 Meter Frauen“
Olympische Sommerspiele 2016, (GER): Silbermedaille, Kanurennsport „K2 500 Meter Frauen“
Olympische Sommerspiele 2016, (GER): Silbermedaille, Kanurennsport „K4 500 Meter Frauen“
- Weber, Gerd
Olympische Sommerspiele 1976, (GDR): Goldmedaille, Fußball „Männer“
- Weber, Jutta
Olympische Sommerspiele 1972, (FRG): Bronzemedaille, Schwimmen „4-mal-100-Meter-Freistilstaffel Frauen“
- Weber, Marc
Olympische Sommerspiele 1996, (GER): Silbermedaille, Rudern „Achter Männer“
- Weber, Monika
Olympische Sommerspiele 1992, (GER): Silbermedaille, Fechten „Florett Mannschaft Frauen“
Olympische Sommerspiele 1996, (GER): Bronzemedaille, Fechten „Florett Mannschaft Frauen“
Olympische Sommerspiele 2000, (GER): Bronzemedaille, Fechten „Florett Mannschaft Frauen“
- Weber, Peter
Olympische Sommerspiele 1964, (EAU): Bronzemedaille, Turnen „Zwölfkampf Mannschaft Männer“
Olympische Sommerspiele 1968, (GDR): Bronzemedaille, Turnen „Zwölfkampf Mannschaft Männer“
- Weber, Regina
Olympische Sommerspiele 1984, (FRG): Bronzemedaille, Rhythmische Sportgymnastik „Mehrkampf Einzel“
- Weber, Wilhelm
Olympische Sommerspiele 1904, (GER): Silbermedaille, Turnen/Leichtathletik „Mehrkampf Einzel Männer“
Olympische Sommerspiele 1904, (GER): Bronzemedaille, Turnen „Turnerischer Nenkampf Männer“
- Webner, Wolfgang
Olympische Sommerspiele 1972, (GDR): Silbermedaille, Volleyball „Männer“
- Wecker, Andreas
Olympische Sommerspiele 1988, (GDR): Silbermedaille, Turnen „Mannschaftsmehrkampf Männer“
Olympische Sommerspiele 1992, (GER): Bronzemedaille, Turnen „Seitpferd Männer“
Olympische Sommerspiele 1992, (GER): Bronzemedaille, Turnen „Ringe Männer“
Olympische Sommerspiele 1992, (GER): Silbermedaille, Turnen „Reck Männer“
Olympische Sommerspiele 1996, (GER): Goldmedaille, Turnen „Reck Männer“
- Wegner, Axel
Olympische Sommerspiele 1988, (GDR): Goldmedaille, Schießen „Skeet“
- Wegner, Gudrun
Olympische Sommerspiele 1972, (GDR): Bronzemedaille, Schwimmen „400 Meter Freistil Frauen“
- Wehling, Heinz-Helmut
Olympische Sommerspiele 1972, (GDR): Bronzemedaille, Ringen „griechisch-römischer Stil Federgewicht Männer“
Olympische Sommerspiele 1976, (GDR): Bronzemedaille, Ringen „griechisch-römischer Stil Leichtgewicht Männer“
- Wehling, Ulrich
Olympische Winterspiele 1972, (GDR): Goldmedaille, Nordische Kombination „Einzel Männer“
Olympische Winterspiele 1976, (GDR): Goldmedaille, Nordische Kombination „Einzel Männer“
Olympische Winterspiele 1980, (GDR): Goldmedaille, Nordische Kombination „Einzel Männer“
- Weichert, Konrad
Olympische Sommerspiele 1968, (GDR): Bronzemedaille, Segeln „Drachen-Klasse“
Olympische Sommerspiele 1972, (GDR): Silbermedaille, Segeln „Drachen-Klasse“
- Weidner, Thorsten
Olympische Sommerspiele 1992, (GER): Goldmedaille, Fechten „Florett Mannschaft Männer“
- Weigand, Justus
Olympische Sommerspiele 2024, (GER): Silbermedaille, Feldhockey „Männer“
- Weigang, Birte
Olympische Sommerspiele 1988, (GDR): Silbermedaille, Schwimmen „100 Meter Schmetterling Frauen“
Olympische Sommerspiele 1988, (GDR): Silbermedaille, Schwimmen „200 Meter Schmetterling Frauen“
Olympische Sommerspiele 1988, (GDR): Goldmedaille, Schwimmen „4-mal-100-Meter-Lagenstaffel Frauen“
- Weigang, Horst
Olympische Sommerspiele 1964, (EAU): Bronzemedaille, Fußball „Männer“
- Weigel, Ronald
Olympische Sommerspiele 1988, (GDR): Silbermedaille, Leichtathletik „50 Kilometer Gehen“
Olympische Sommerspiele 1988, (GDR): Silbermedaille, Leichtathletik „20 Kilometer Gehen“
Olympische Sommerspiele 1992, (GER): Bronzemedaille, Leichtathletik „50 Kilometer Gehen“
- Weingärtner, Hermann
Olympische Sommerspiele 1896, (GER): Bronzemedaille, Turnen „Pferdsprung Männer“
Olympische Sommerspiele 1896, (GER): Bronzemedaille, Turnen „Barren Einzel Männer“
Olympische Sommerspiele 1896, (GER): Silbermedaille, Turnen „Ringe Männer“
Olympische Sommerspiele 1896, (GER): Silbermedaille, Turnen „Seitpferd Männer“
Olympische Sommerspiele 1896, (GER): Goldmedaille, Turnen „Reck Einzel Männer“
Olympische Sommerspiele 1896, (GER): Goldmedaille, Turnen „Barren Mannschaft“
Olympische Sommerspiele 1896, (GER): Goldmedaille, Turnen „Reck Mannschaft“
- Weinhold, Max
Olympische Sommerspiele 2008, (GER): Goldmedaille, Feldhockey „Männer“
Olympische Sommerspiele 2012, (GER): Goldmedaille, Feldhockey „Männer“
- Weinhold, Steffen
Olympische Sommerspiele 2016, (GER): Bronzemedaille, Handball „Männer“
- Weinstein Paul
Olympische Sommerspiele 1904, (GER): Bronzemedaille, Leichtathletik „Hochsprung Männer“
- Weise, Eberhard
Olympische Winterspiele 1984, (GDR): Silbermedaille, Bobsport „Viererbob Männer“
- Weise, Hans-Joachim
Olympische Sommerspiele 1936, (GER): Goldmedaille, Segeln „Starboot“
- Weise, Konrad
Olympische Sommerspiele 1972, (GDR): Bronzemedaille, Fußball „Männer“
Olympische Sommerspiele 1976, (GDR): Goldmedaille, Fußball „Männer“
- Weise, Ottokar
Olympische Sommerspiele 1900, (GER): Goldmedaille, Segeln „1 bis 2 Tonnen Männer“
Olympische Sommerspiele 1900, (GER): Silbermedaille, Segeln „Offene Klasse Männer“
- Weise, Wolfgang
Olympische Sommerspiele 1972, (GDR): Silbermedaille, Volleyball „Männer“
- Weishaupt, Erich
Olympische Winterspiele 1976, (FRG): Bronzemedaille, Eishockey „Männer“
- Weiß, Bianca
Olympische Sommerspiele 1992, (GER): Silbermedaille, Feldhockey „Frauen“
- Weiss, Gisela
Olympische Sommerspiele 1960, (EAU): Bronzemedaille, Schwimmen „4-mal-100-Meter-Freistilstaffel Frauen“
- Weiß, Kurt
Olympische Sommerspiele 1936, (GER): Silbermedaille, Feldhockey „Männer“
- Weißenborn, Ingo
Olympische Sommerspiele 1992, (GER): Goldmedaille, Fechten „Florett Mannschaft Männer“
- Weißenborn, Tibor
Olympische Sommerspiele 2004, (GER): Bronzemedaille, Feldhockey „Männer“
Olympische Sommerspiele 2008, (GER): Goldmedaille, Feldhockey „Männer“
- Weißenfeld, Johannes
Olympische Sommerspiele 2020, (GER): Silbermedaille, Rudern „Achter Männer“
- Weißflog, Jens
Olympische Winterspiele 1984, (GDR): Goldmedaille, Ski nordisch „Springen Normalschanze“
Olympische Winterspiele 1984, (GDR): Silbermedaille, Ski nordisch „Springen Großschanze“
Olympische Winterspiele 1994, (GER): Goldmedaille, Ski nordisch „Springen Großschanze“
Olympische Winterspiele 1994, (GER): Goldmedaille, Ski nordisch „Springen Mannschaft“
- Wellbrock, Florian
Olympische Sommerspiele 2020, (GER): Bronzemedaille, Schwimmen „1500 Meter Freistil Männer“
Olympische Sommerspiele 2020, (GER): Goldmedaille, Schwimmen „10 km Freiwasser Männer“
- Wellen, Niklas
Olympische Sommerspiele 2016, (GER): Bronzemedaille, Feldhockey „Männer“
Olympische Sommerspiele 2024, (GER): Silbermedaille, Feldhockey „Männer“
- Weller, Ronny
Olympische Sommerspiele 1992, (GER): Goldmedaille, Gewichtheben „2. Schwergewicht Männer“
Olympische Sommerspiele 1996, (GER): Silbermedaille, Gewichtheben „Superschwergewicht Männer“
Olympische Sommerspiele 2000, (GER): Silbermedaille, Gewichtheben „Superschwergewicht Männer“
- Wellinger, Andreas
Olympische Winterspiele 2014, (GER): Goldmedaille, Skispringen „Mannschaft Männer“
Olympische Winterspiele 2018, (GER): Goldmedaille, Skispringen „Normalschanze Männer“
Olympische Winterspiele 2018, (GER): Silbermedaille, Skispringen „Großschanze Männer“
Olympische Winterspiele 2018, (GER): Silbermedaille, Skispringen „Mannschaft Männer“
- Wellmann, Paul-Heinz
Olympische Sommerspiele 1976, (FRG): Bronzemedaille, Leichtathletik „1500 Meter Männer“
- Wels, Andreas
Olympische Sommerspiele 2004, (GER): Silbermedaille, Wasserspringen „Synchron 3 Meter Männer“
- Welte, Miriam
Olympische Sommerspiele 2012, (GER): Goldmedaille, Bahnradsport „Teamsprint Frauen“
Olympische Sommerspiele 2016, (GER): Bronzemedaille, Bahnradsport „Teamsprint Frauen“
- Wembacher, Franz
Olympische Winterspiele 1984, (FRG): Goldmedaille, Rennrodeln „Zweisitzer Männer“
- Wenderoth, Georg
Olympische Sommerspiele 1900, (GER): Silbermedaille, Rugby „Männer“
- Wende, Philipp
Olympische Sommerspiele 2012, (GER): Goldmedaille, Rudern „Doppelvierer Männer“
Olympische Sommerspiele 2016, (GER): Goldmedaille, Rudern „Doppelvierer Männer“
Olympische Sommerspiele 2016, (GER): Goldmedaille, Rudern Doppelvierer „Männer“
- Wendl, Tobias
Olympische Winterspiele 2014, (GER): Goldmedaille, Rennrodeln „Doppelsitzer Männer“
Olympische Winterspiele 2014, (GER): Goldmedaille, Rennrodeln „Teamstaffel“
Olympische Winterspiele 2018, (GER): Goldmedaille, Rennrodeln „Doppelsitzer Männer“
Olympische Winterspiele 2018, (GER): Goldmedaille, Rennrodeln „Teamstaffel“
Olympische Winterspiele 2022, (GER): Goldmedaille, Rennrodeln „Doppelsitzer Männer“
- Wendisch, Dieter
Olympische Sommerspiele 1976, (GDR): Goldmedaille, Rudern „Achter Männer“
Olympische Sommerspiele 1980, (GDR): Goldmedaille, Rudern „Vierer mit Steuermann“
- Wentz, Siegfried
Olympische Sommerspiele 1984, (FRG): Bronzemedaille, Leichtathletik „Zehnkampf Männer“
- Wentzke, Friedhelm
Olympische Sommerspiele 1960, (EAU): Goldmedaille, Kanurennsport „4-mal-500-Meter-Einerkajak Männer“
Olympische Sommerspiele 1964, (EAU): Silbermedaille, Kanurennsport „K4 1000 Meter Männer“
- Wenzel, Hartmut
Olympische Sommerspiele 1976, (FRG): Bronzemedaille, Rudern „Vierer mit Steuermann“
- Wenzel, Kirsten
Olympische Sommerspiele 1980, (GDR): Goldmedaille, Rudern „Vierer mit Steuerfrau“
- Wenzel, Peter
Olympische Sommerspiele 1976, (GDR): Bronzemedaille, Gewichtheben „Mittelgewicht Männer“
- Werner, Joachim
Olympische Sommerspiele 1964, (EAU): Goldmedaille, Rudern „Vierer mit Steuermann“
- Werner, Marianne
Olympische Sommerspiele 1952, (GER): Silbermedaille, Leichtathletik „Kugelstoßen Frauen“
Olympische Sommerspiele 1956, (EAU): Bronzemedaille, Leichtathletik „Kugelstoßen Frauen“
- Werremeier, Stefani
Olympische Sommerspiele 1992, (GER): Silbermedaille, Rudern „Zweier ohne Steuerfrau“
- Werth, Isabell
Olympische Sommerspiele 1992, (GER): Silbermedaille, Dressurreiten „Einzel“
Olympische Sommerspiele 1992, (GER): Goldmedaille, Dressurreiten „Mannschaft“
Olympische Sommerspiele 1996, (GER): Goldmedaille, Dressurreiten „Mannschaft“
Olympische Sommerspiele 1996, (GER): Goldmedaille, Dressurreiten „Einzel“
Olympische Sommerspiele 2000, (GER): Goldmedaille, Dressurreiten „Mannschaft“
Olympische Sommerspiele 2000, (GER): Silbermedaille, Dressurreiten „Einzel“
Olympische Sommerspiele 2008, (GER): Goldmedaille, Dressurreiten „Mannschaft“
Olympische Sommerspiele 2008, (GER): Silbermedaille, Dressurreiten „Einzel“
Olympische Sommerspiele 2016, (GER): Goldmedaille, Dressurreiten „Mannschaft“
Olympische Sommerspiele 2016, (GER): Silbermedaille, Dressurreiten „Einzel“
Olympische Sommerspiele 2020, (GER): Goldmedaille, Dressurreiten „Mannschaft“
Olympische Sommerspiele 2020, (GER): Silbermedaille, Dressurreiten „Einzel“
Olympische Sommerspiele 2024, (GER): Goldmedaille, Dressurreiten „Mannschaft“
Olympische Sommerspiele 2024, (GER): Silbermedaille, Dressurreiten „Einzel“
- Wesley, Christopher
Olympische Sommerspiele 2012, (GER): Goldmedaille, Feldhockey „Männer“
Olympische Sommerspiele 2016, (GER): Bronzemedaille, Feldhockey „Männer“
- Wess, Benjamin
Olympische Sommerspiele 2008, (GER): Goldmedaille, Feldhockey „Männer“
Olympische Sommerspiele 2012, (GER): Goldmedaille, Feldhockey „Männer“
- Wess, Timo
Olympische Sommerspiele 2004, (GER): Bronzemedaille, Feldhockey „Männer“
Olympische Sommerspiele 2008, (GER): Goldmedaille, Feldhockey „Männer“
Olympische Sommerspiele 2012, (GER): Goldmedaille, Feldhockey „Männer“
- Wessel, Ute
Olympische Sommerspiele 1984, (FRG): Goldmedaille, Fechten „Florett Mannschaft Frauen“
- Weßels, André
Olympische Sommerspiele 2012, (GER): Bronzemedaille, Fechten „Florett Mannschaft Männer“
- Wessig, Gerd
Olympische Sommerspiele 1980, (GDR): Goldmedaille, Leichtathletik „Hochsprung Männer“
- Wessling, Ansgar
Olympische Sommerspiele 1988, (FRG): Goldmedaille, Rudern „Achter Männer“
Olympische Sommerspiele 1992, (GER): Bronzemedaille, Rudern „Achter Männer“
- Westendorf, Anke
Olympische Sommerspiele 1980, (GDR): Silbermedaille, Volleyball „Frauen“
- Westermann, Liesel
Olympische Sommerspiele 1968, (FRG): Silbermedaille, Leichtathletik „Diskuswurf Frauen“
- Westphal, Heidi
Olympische Sommerspiele 1980, (GDR): Silbermedaille, Rudern „Doppelzweier Frauen“
- Wetzig, Roland
Olympische Winterspiele 1980, (GDR): Bronzemedaille, Bobsport „Viererbob“
Olympische Winterspiele 1984, (GDR): Goldmedaille, Bobsport „Viererbob“
- Wetzko, Gabriele
Olympische Sommerspiele 1972, (GDR): Silbermedaille, Schwimmen „4-mal-100-Meter-Freistilstaffel Frauen“
Olympische Sommerspiele 1972, (GDR): Silbermedaille, Schwimmen „4-mal-100-Meter-Freistilstaffel Frauen“
- Wevers, Paul
Olympische Sommerspiele 1936, (GER): Goldmedaille, Kanurennsport „K2 10.000 Meter Männer“
- Weygand, Hannelore
Olympische Sommerspiele 1956, (EAU): Silbermedaille, Dressurreiten „Mannschaft“
- Wickler, Clemens
Olympische Sommerspiele 2024, (GER): Silbermedaille, Beachvolleyball „Männer“
- Wiede, Fabian
Olympische Sommerspiele 2016, (GER): Bronzemedaille, Handball „Männer“
- Wiedenmann, Dieter
Olympische Sommerspiele 1984, (FRG): Goldmedaille, Rudern „Doppelvierer Männer“
- Wiefel, Jürgen
Olympische Sommerspiele 1976, (GDR): Silbermedaille, Schießen „Schnellfeuerpistole Männer“
Olympische Sommerspiele 1980, (GDR): Silbermedaille, Schießen „Schnellfeuerpistole Männer“
- Wiegand, Frank
Olympische Sommerspiele 1964, (EAU): Silbermedaille, Schwimmen „400 Meter Freistil Männer“
Olympische Sommerspiele 1964, (EAU): Silbermedaille, Schwimmen „4-mal-100-Meter-Freistilstaffel Männer“
Olympische Sommerspiele 1964, (EAU): Silbermedaille, Schwimmen „4-mal-200-Meter-Freistilstaffel Männer“
Olympische Sommerspiele 1968, (GDR): Silbermedaille, Schwimmen „4-mal-100-Meter-Lagenstaffel Männer“
- Wiegand, Matthias
Olympische Sommerspiele 1980, (GDR): Silbermedaille, Radsport „4000-Meter-Mannschaftsverfolgung Männer“
- Wiegert, Ingolf
Olympische Sommerspiele 1980, (GDR): Goldmedaille, Handball „Männer“
- Wiegmann, Bettina
Olympische Sommerspiele 2000, (GER): Bronzemedaille, Fußball „Frauen“
- Wiencek, Patrick
Olympische Sommerspiele 2016, (GER): Bronzemedaille, Handball „Männer“
- Wieneke, Frank
Olympische Sommerspiele 1984, (FRG): Goldmedaille, Judo „Halbmittelgewicht Männer“
Olympische Sommerspiele 1988, (FRG): Silbermedaille, Judo „Halbmittelgewicht Männer“
- Wieser, Roland
Olympische Sommerspiele 1980, (GDR): Bronzemedaille, Leichtathletik „20 Kilometer Gehen Männer“
- Wieskötter, Tim
Olympische Sommerspiele 2000, (GER): Bronzemedaille, Kanurennsport „K2 500 Meter Männer“
Olympische Sommerspiele 2004, (GER): Goldmedaille, Kanurennsport „K2 500 Meter Männer“
Olympische Sommerspiele 2008, (GER): Silbermedaille, Kanurennsport „K2 500 Meter Männer“
- Wiesner, Paul
Olympische Sommerspiele 1900, (GER): Goldmedaille, Segeln „1 bis 2 Tonnen Männer“
Olympische Sommerspiele 1900, (GER): Silbermedaille, Segeln „Offene Klasse Männer“
- Wild, Anke
Olympische Sommerspiele 1992, (GER): Silbermedaille, Feldhockey „Frauen“
- Wild, Ute
Olympische Sommerspiele 1988, (GDR): Goldmedaille, Rudern „Achter Frauen“
- Wilden, Rita
Olympische Sommerspiele 1972, (FRG): Silbermedaille, Leichtathletik „400 Meter Frauen“
Olympische Sommerspiele 1972, (FRG): Bronzemedaille, Leichtathletik „4-mal-400-Meter-Staffel Frauen“
- Wilhelm, Kati
Olympische Winterspiele 2002, (GER): Goldmedaille, Biathlon „7,5 Kilometer Sprint Frauen“
Olympische Winterspiele 2002, (GER): Silbermedaille, Biathlon „10 Kilometer Verfolgung Frauen“
Olympische Winterspiele 2002, (GER): Goldmedaille, Biathlon „4-mal-7,5-Kilometer-Staffel Frauen“
Olympische Winterspiele 2006, (GER): Goldmedaille, Biathlon „10 Kilometer Verfolgung Frauen“
Olympische Winterspiele 2006, (GER): Silbermedaille, Biathlon „12,5 Kilometer Massenstart Frauen“
Olympische Winterspiele 2006, (GER): Silbermedaille, Biathlon „4-mal-6-Kilometer-Staffel Frauen“
Olympische Winterspiele 2010, (GER): Bronzemedaille, Biathlon „4-mal-6-Kilometer-Staffel Frauen“
- Wilke, Kristof
Olympische Sommerspiele 2012, (GER): Goldmedaille, Rudern „Achter Männer“
- Wilke, Marina
Olympische Sommerspiele 1976, (GDR): Goldmedaille, Rudern „Achter Frauen“
Olympische Sommerspiele 1980, (GDR): Goldmedaille, Rudern „Achter Frauen“
- Wilker, Hermann
Olympische Sommerspiele 1900, (GER): Bronzemedaille, Rudern „Vierer mit Steuermann“
Olympische Sommerspiele 1912, (GER): Goldmedaille, Rudern „Vierer mit Steuermann“
- Willms, André
Olympische Sommerspiele 1992, (GER): Goldmedaille, Rudern „Doppelvierer Männer“
Olympische Sommerspiele 1996, (GER): Goldmedaille, Rudern „Doppelvierer Männer“
Olympische Sommerspiele 2000, (GER): Bronzemedaille, Rudern „Doppelvierer Männer“
- Wiltfang, Gerd
Olympische Sommerspiele 1972, (FRG): Goldmedaille, Springreiten „Mannschaft“
- Wimbersky, Petra
Olympische Sommerspiele 2004, (GER): Bronzemedaille, Fußball „Frauen“
- Windfeder, Lukas
Olympische Sommerspiele 2024, (GER): Silbermedaille, Feldhockey „Männer“
- Winkler, Anton
Olympische Winterspiele 1980, (FRG): Bronzemedaille, Rennrodeln „Einsitzer Männer“
- Winkler, Gerhard
Olympische Winterspiele 1980, (FRG): Bronzemedaille, Biathlon „4-mal-7,5-Kilometer-Staffel Männer“
- Winkler, Hans Günter
Olympische Sommerspiele 1956, (EAU): Goldmedaille, Springreiten „Einzel“
Olympische Sommerspiele 1956, (EAU): Goldmedaille, Springreiten „Mannschaft“
Olympische Sommerspiele 1960, (EAU): Goldmedaille, Springreiten „Mannschaft“
Olympische Sommerspiele 1964, (EAU): Goldmedaille, Springreiten „Mannschaft“
Olympische Sommerspiele 1968, (FRG): Bronzemedaille, Springreiten „Mannschaft“
Olympische Sommerspiele 1972, (FRG): Goldmedaille, Springreiten „Mannschaft“
Olympische Sommerspiele 1976, (FRG): Silbermedaille, Springreiten „Mannschaft“
- Winkler, Konrad
Olympische Winterspiele 1976, (GDR): Bronzemedaille, Nordische Kombination „Einzel Männer“
Olympische Winterspiele 1980, (GDR): Bronzemedaille, Nordische Kombination „Einzel Männer“
- Winkler, Volker
Olympische Sommerspiele 1980, (GDR): Silbermedaille, Radsport „4000-Meter-Mannschaftsverfolgung Männer“
- Winkler, Wolfgang
Olympische Winterspiele 1968, (FRG): Bronzemedaille, Rennrodeln „Zweisitzer Männer“
- Winter, Ernst
Olympische Sommerspiele 1936, (GER): Goldmedaille, Turnen „Mehrkampf Mannschaft Männer“
- Winter, Martin
Olympische Sommerspiele 1980, (GDR): Goldmedaille, Rudern „Doppelvierer Männer“
- Winter, Olaf
Olympische Sommerspiele 1996, (GER): Goldmedaille, Kanurennsport „K4 1000 Meter Männer“
- Wirnhier, Konrad
Olympische Sommerspiele 1968, (FRG): Bronzemedaille, Schießen „Skeet“
Olympische Sommerspiele 1972, (FRG): Goldmedaille, Schießen „Skeet“
- Witt, Katarina
Olympische Winterspiele 1984, (GDR): Goldmedaille, Eiskunstlauf „Frauen“
Olympische Winterspiele 1988, (GDR): Goldmedaille, Eiskunstlauf „Frauen“
- Witte, Philip
Olympische Sommerspiele 2008, (GER): Goldmedaille, Feldhockey „Männer“
- Witthaus, Matthias
Olympische Sommerspiele 2004, (GER): Bronzemedaille, Feldhockey „Männer“
Olympische Sommerspiele 2008, (GER): Goldmedaille, Feldhockey „Männer“
Olympische Sommerspiele 2012, (GER): Goldmedaille, Feldhockey „Männer“
- Witzke, Luca
Olympische Sommerspiele 2024, (GER): Silbermedaille, Handball „Männer“
- Wöckel, Bärbel
Olympische Sommerspiele 1980, (GDR): Goldmedaille, Leichtathletik „200 Meter Frauen“
Olympische Sommerspiele 1980, (GDR): Goldmedaille, Leichtathletik „4-mal-100-Meter-Staffel Frauen“
- Wodars, Sigrun
Olympische Sommerspiele 1988, (GDR): Goldmedaille, Leichtathletik „800 Meter Frauen“
- Woellke, Hans
Olympische Sommerspiele 1936, (GER): Goldmedaille, Leichtathletik „Kugelstoßen Männer“
- Wohllebe, André
Olympische Sommerspiele 1988, (GDR): Bronzemedaille, Kanurennsport „K4 1000 Meter Männer“
Olympische Sommerspiele 1988, (GDR): Bronzemedaille, Kanurennsport „K1 1000 Meter Männer“
Olympische Sommerspiele 1992, (GER): Goldmedaille, Kanurennsport „K4 1000 Meter Männer“
- Woithe, Jörg
Olympische Sommerspiele 1980, (GDR): Goldmedaille, Schwimmen „100 Meter Freistil Männer“
Olympische Sommerspiele 1980, (GDR): Silbermedaille, Schwimmen „4-mal-200-Meter-Freistilstaffel Männer“
- Wolf, Carsten
Olympische Sommerspiele 1988, (GDR): Silbermedaille, Radsport „4000-Meter-Mannschaftsverfolgung“
- Wolf, David
Olympische Winterspiele 2018, (GER): Silbermedaille, Eishockey „Männer“
- Wolf, Jenny
Olympische Winterspiele 2010, (GER): Silbermedaille, Eisschnelllauf „500 Meter Frauen“
- Wolfermann, Klaus
Olympische Sommerspiele 1972, (FRG): Goldmedaille, Leichtathletik „Speerwurf Männer“
- Wolff, Andreas
Olympische Sommerspiele 2016, (GER): Bronzemedaille, Handball „Männer“
Olympische Sommerspiele 2024, (GER): Silbermedaille, Handball „Männer“
- Wolff, René
Olympische Sommerspiele 2004, (GER): Goldmedaille, Bahnradsport „Sprint Männer“
Olympische Sommerspiele 2004, (GER): Bronzemedaille, Bahnradsport „Sprint Männer“
- Wolfgramm, Michael
Olympische Sommerspiele 1976, (GDR): Goldmedaille, Rudern „Doppelvierer Männer“
- Wolke, Manfred
Olympische Sommerspiele 1968, (GDR): Goldmedaille, Boxen „Weltergewicht Männer“
- Wöller, Klaus
Olympische Sommerspiele 1984, (FRG): Silbermedaille, Handball „Männer“
- Wollner, Rolf
Olympische Sommerspiele 1928, (GER): Bronzemedaille, Feldhockey „Männer“
- Wollschläger, Susanne
Olympische Sommerspiele 1992, (GER): Silbermedaille, Feldhockey „Frauen“
- Wölpert, Hans
Olympische Sommerspiele 1928, (GER): Bronzemedaille, Gewichtheben „Federgewicht Männer“
Olympische Sommerspiele 1932, (GER): Silbermedaille, Gewichtheben „Federgewicht Männer“
- Wöltje, Heinz
Olympische Sommerspiele 1928, (GER): Bronzemedaille, Feldhockey „Männer“
- Wörndl, Frank
Olympische Winterspiele 1988, (FRG): Silbermedaille, Ski alpin „Slalom Männer“
- Wötzel, Mandy
Olympische Winterspiele 1998, (GER): Bronzemedaille, Eiskunstlauf „Paarlaufen“
- Wucherer, Gerhard
Olympische Sommerspiele 1972, (FRG): Bronzemedaille, Leichtathletik „4-mal-100-Meter-Staffel Männer“
- Wujak, Brigitte
Olympische Sommerspiele 1980, (GDR): Silbermedaille, Leichtathletik „Weitsprung Frauen“
- Wunderlich, Claudia
Olympische Sommerspiele 1980, (GDR): Bronzemedaille, Handball „Frauen“
- Wunderlich, Erhard
Olympische Sommerspiele 1984, (FRG): Silbermedaille, Handball „Männer“
- Wunderlich, Magdalena
Olympische Sommerspiele 1972, (FRG): Bronzemedaille, Kanuslalom „K1 Frauen“
- Wunderlich, Pia
Olympische Sommerspiele 2000, (GER): Bronzemedaille, Fußball „Frauen“
Olympische Sommerspiele 2004, (GER): Bronzemedaille, Fußball „Frauen“
- Wunderlich, Tina
Olympische Sommerspiele 2000, (GER): Bronzemedaille, Fußball „Frauen“
- Wustlich, Torsten
Olympische Winterspiele 2006, (GER): Silbermedaille, Rodeln „Zweisitzer Männer“
- Wylenzek, Tomasz
Olympische Sommerspiele 2004, (GER): Goldmedaille, Kanurennsport „C2 1000 Meter Männer“
Olympische Sommerspiele 2008, (GER): Silbermedaille, Kanurennsport „C2 1000 Meter Männer“
Olympische Sommerspiele 2008, (GER): Bronzemedaille, Kanurennsport „C2 500 Meter Männer“
- Wyludda, Ilke
Olympische Sommerspiele 1996, (GER): Goldmedaille, Leichtathletik „Diskuswurf Frauen“